# Melanodera
Melanodera – rodzaj ptaków z rodziny tanagrowatych (Thraupidae).

## Występowanie
Rodzaj obejmuje gatunki występujące w południowej części Ameryki Południowej.

## Morfologia
Długość ciała 14–17 cm, masa ciała 25–37 g.

## Systematyka

### Etymologia
Melanodera: epitet gatunkowy Emberiza melanodera Quoy & Gaimard, 1824 (gr. μελας melas, μελανος melanos – „czarny”; δερα dera – „szyja”).

### Podział systematyczny
Do rodzaju należą następujące gatunki:
- Melanodera melanodera (Quoy & Gaimard, 1824) – magelańczyk żółtoskrzydły
- Melanodera xanthogramma (Gould & Gray,GR, 1839) – magelańczyk żółtowąsy